# Saint-Aimé
Saint-Aimé es un municipio de la provincia de Quebec en Canadá. Está ubicado en el municipio regional de condado de Pierre-De Saurel y a su vez, en la región de Montérégie-Est. Hace parte de las circunscripciones electorales de Richelieu a nivel provincial y de Richelieu a nivel federal.

## Geografía
Saint-Aimé se encuentra ubicada en las coordenadas 45°55′00″N 72°56′00″O / 45.91667, -72.93333. Según Statistics Canada, tiene una superficie total de 60,7 km² y es una de las 1134 localidades en las que está dividido administrativamente el territorio de la provincia de Quebec.

## Demografía
Según el censo de 2011, había 505 personas residiendo en este municipio con una densidad poblacional de 8,3 hab./km². Los datos del censo mostraron que de las 523 personas censadas en 2006, en 2011 hubo una disminución poblacional de 18 habitantes (-3,4%). El número total de inmuebles particulares resultó de 207 con una densidad de 3,41 inmuebles por km². El número total de viviendas particulares que se encontraban ocupadas por residentes habituales fue de 199.